# 627 a.C.

## Eventos
- Fundação de Roma, pelos cálculos de Isaac Newton.[1] A data tradicional para a fundação de Roma, 753 a.C., é cerca de 100 anos anterior à data calculada por radiocarbono.[2]